# New Orleans Saints
Els New Orleans Saints (en català Sants de Nova Orleans) són una franquícia de futbol americà professional de l'NFL de la ciutat de Nova Orleans, Louisiana. Són membres de la Divisió Sud de la Conferència Nacional (NFC). El seu estadi és el Mercedes-Benz Superdome i els seus colors són el groc or, el negre i el blanc. El nom "Saints" és una al·lusió al dia 1 de novembre que és el Dia de Tots Sants en la fe catòlica, a causa que gran part de la població de Nova Orleans és catòlica, i l'himne espiritual "When the Saints Go Marching In", que està fortament associat amb Nova Orleans, és sovint cantada pels afeccionats en els partits. Els colors primaris de l'equip són l'or i el negre; el seu logotip és una flor de lis simplificada.

## Història
La franquícia va ser fundada el 1967 i és famosa per la seva mala sort en la competició i també pel desastre de l'huracà Katrina que va obligar a l'equip a exiliar-se a San Antonio (Texas) i a altres ciutats dels Estats Units. Tot i aquests precedents, com si es tractés d'una compensació divina, poc després els Saints van aconseguir guanyar la Super Bowl per primera vegada en la seva història, la Super Bowl XLIV del 2010 celebrada a Miami, guanyant en la final als Indianapolis Colts per 31-17. També han guanyat un campionat de conferència (2009) i quatre campionats de divisió.

### Els inicis difícils i els seus millors anys
La vida dels New Orleans Saints és unes de les més sofertes de la lliga, des dels seus inicis, quan jugaven en el Tulane Stadium. Ostenten uns assoliments importants, entre els quals destaquen l'haver arribat a la post-temporada el 1987, 1990 i 1992, mentre que el 1991 van aconseguir el títol de l'NFC Oest (en el vell format). Malgrat això, no van guanyar ni un partit de playoff durant aquest període. En les seves deu primeres temporades l'equip va tenir 10 corredors demostrant la feblesa dels runningbacks de l'equip. La pitjor temporada de la història de l'equip va ser el 1980, amb un balanç d'1-16. La seva única victòria es va aconseguir, de manera atapeïda, davant dels New York Jets per 21-20 en la setmana 15. Aquell equip se li sobrenomenava com els "Aints", ja que de sants no tenien gens.
Els Saints posseïen el rècord del gol de camp més llarg de la història de l'NFL. Va ser anotat per Tom Dempsey a una distància de 63 iardes a la fi dels anys 60, però usant un calçat que anys després seria prohibit en l'NFL. Actualment aquest rècord va ser batut per Matt Prater, patejador dels Broncos de Denver, en una trobada contra els Tennessee Titans, amb un gol de camp de 64 iardes el dia 8 de desembre de 2013.
A principis dels anys 80, els Saints van fitxar a un altre excel·lent kicker, el danès (que va venir com a estudiant d'intercanvi als EUA) Morten Andersen. Es considera el millor kicker de la història de l'equip i un dels millors de l'NFL. El 1995 signaria un contracte amb els Atlanta Falcons, fet que no va ser del grat dels afeccionats de Nova Orleans.

### El 2000 d'ara endavant
El moment més vergonyós de la història dels New Orleans va succeir a principis del Segle XXI quan Ricky Williams va aparèixer en la portada de l'ESPN Magazine amb un vestit de núvia posat juntament amb el coach Mike Ditka que portava un esmòquing posat.
En la temporada 1999-2000, els Saints van arribar als Play Off com a campions de l'NFC Oest, on van guanyar la seva primera trobada de post-temporada. Més endavant, caurien davant dels Minnesota Vikings en els jocs divisionals.
En el draft del 2001 van seleccionar al running back Deuce McAllister. Al principi, els afeccionats de New Orleans no estaven d'acord amb la signatura de McAllister, ja que tenien a Ricky Williams. El corredor novençà va demostrar unes grans qualitats i els Saints van acabar traspassant a Williams als Miami Dolphins i es van quedar amb la seva selecció del draft.
Ni la presència del nou corredor, ni les contribucions dels wide receivers Joe Horn i Donte Stallworth i el quarterback Aaron Brooks van evitar les males marques del conjunt de Louisiana. Va ser llavors quan va arribar el que, per a molts, és el pitjor moment de la història de l'equip.

### El desastre de l'huracà Katrina
Durant la pretemporada del 2005 el violent huracà Katrina va assotar amb tota la seva brutalitat als estats de Louisiana i Mississipi i els seus voltants, provocant el desastre total d'aquesta àrea del sud dels Estats Units a prop del golf de Mèxic, la qual cosa va obligar els Saints a buscar una seu temporal, ja que en aquests moments Nova Orleans era inhabitable. Els Saints es van haver d'establir a San Antonio (Texas), encara que diversos partits els van disputar a Baton Rouge, la capital de l'estat de Louisiana (afortunadament no va ser afectada per l'huracà). Però a causa dels problemes que tenien, els Saints només van aconseguir una marca de 3-13 sofrint en la majoria dels seus partits, arribant un moment en què van haver de jugar un partit de local en el Giants Stadium, Nova Jersey. El problema va ser que en aquest partit van haver de jugar contra l'equip propietari de l'estadi, els New York Giants, encara que amb la sort que van sortir guanyant els Saints.
El Saints van estar a punt de marxar per sempre de Nova Orleans i acabar a Los Angeles, intenció del propietari de l'equip Tom Benson, objectiu que l'NFL va evitar mentre els Saints eren massacrats en els estadis d'AlamoDome de San Antonio, i en el Tigers Stadium de Detroit, que van ser els altres estadis on van jugar de locals.

### La recuperació

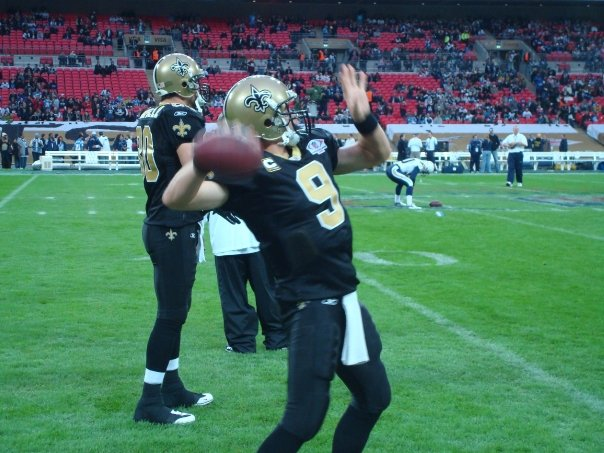
El QB Drew Brees, triat MVP de la Super Bowl XLIV guanyada pels Saints.

Els Saints van fitxar en el draft del 2006 a Reggie Bush, la segona selecció general del Draft, qui al principi no va tenir gran impacte en l'equip, però sumat a altres reforços com el quarterback Drew Brees i el Head Coach Sean Payton, els Saints van fer història en tornar als playoffs per primera vegada des de la temporada 2000, quan van perdre amb els Washington Redskins. Els Saints van començar la seva victoriosa temporada quan van vèncer als Cleveland Browns de visitants per a després en la 3a setmana tornar després d'un any a jugar en el Mercedes-Benz Superdome, on van vèncer als Atlanta Falcons en un estadi satisfet d'afeccionats emocionats per la tornada del seu equip. No només van tornar als playoffs, sinó que a més van aconseguir guanyar la divisió Sud de l'NFC, després van vèncer en el Mercedes-Benz Superdome als Philadelphia Eagles. Després van disputar el campionat d'aquesta conferència, però perdent en qualitat de visitants davant els Chicago Bears. El curiós de tot és que en el draft d'aquella temporada van seleccionar al WR Marques Colston, qui estava en els últims llocs fins a gairebé arribar al punt d'"irrellevant", però el jugador provinent de la Universitat de Hoftra va fer callar les crítiques i va ser una de les millors armes dels Saints arribant fins i tot a barallar-se per ser el jugador nou de l'any. Però el més important és que aquest equip li va retornar la fe i l'alegria al seu públic que tant ha sofert des del desastre del Katrina.

### Època Daurada: Era Brees i Payton
Van aconseguir durant la temporada 2009-2010 la que fins a aquest moment va ser la millor campanya en la història de la franquícia, aconseguint una marca de 13-3 mantenint-se invictes per 13 setmanes, la qual cosa els va valer ser el millor equip de l'NFC, i per la qual cosa van rebre tots els jocs de postemporada a casa. Vencent als Arizona Cardinals per 45-14 i després per 31-28 en un emocionant partit amb prorroga inclosa als Minnesota Vikings, els qui eren comandats pel veterà Brett Favre. Amb aquesta victòria van obtenir el seu pas a l'edició XLIV de la Super Bowl enfront dels Indianapolis Colts. Els Saints van aconseguir vèncer en temps reglamentari als Indianapolis Colts per 31-17, remuntant el marcador després d'haver estat perdent per 10-0 al primer quart. En finalitzar el partit, el seu entrenador Sean Payton va rebre per primera vegada per a l'equip el trofeu Vince Lombardi i el quarterback Drew Brees va ser nomenat MVP. L'emissió de la Super Bowl XLIV es va realitzar el 7 de febrer de 2010 en el Sun Life Stadium (abans Dolphin Stadium) de Miami, Florida.
El 2010 els campions defensors no van poder revalidar el seu títol, sent eliminat pels Seattle Seahawks.
En els playoffs de la temporada 2011-12 els Saints es van enfrontar als San Francisco 49ers en el Clandestick Park en un emocionant partit que van perdre per 36-32, aquest partit els va fer continuar amb la seva ratxa de cap partit guanyat en la postemporada de visitant.
En la temporada 2012 els saints tenien l'oportunitat de jugar la super bowl a la seva casa, no obstant això, al principi de la temporada els saints es van ficar en problemes per un sistema dins de l'equip anomenat Bounty Scandal on jugadors dels saints apostaven a lesionar jugadors de l'equip contrari i el que ho aconseguís guanyava diners o premis. Després d'això alguns jugadors dels Saints i el seu Head Coach Sean Payton van ser suspesos (el temps de suspenció varia, en el cas del coach Payton va ser suspès per tota una temporada. Aquestes suspencions van causar una mala actuació de l'equip que va acabar 7-9.

## Palmarès
-Campionats de Lliga (1)
- Campionats de SuperBowl (1) 2010 (XLIV)

-Campionats de Conferència (1)
- NFC: 2009

-Campionats de Divisió (4)
- NFC Oest: 1991, 2000
- NFC Sud: 2006, 2009, 2017, 2018, 2019

## Jugadors

### Nombres retirats
| Nombres retirats dels New Orleans Saints |                  |        |                  |
| Núm.                                     | Jugador          | Posic. | Temp.            |
| 8                                        | Archie Manning   | QB     | 1971–75, 1977–82 |
| 26                                       | Deuce McAllister | RB     | 2001–09          |
| 31                                       | Jim Taylor       | FB     | 1967             |
| 57                                       | Rickey Jackson   | LB     | 1981–93          |
| 81                                       | Doug Atkins      | DE     | 1967–69          |

### Saló de la Fama
| Saló de la Fama dels New Orleans Saints |                |                 |              |          |
| Núm.                                    | Nom            | Posició         | Temporada(s) | Inducció |
| –                                       | Tom Fears      | Entrenador      | 1967–70      | 1970     |
| 31                                      | Jim Taylor     | Fullback        | 1967         | 1976     |
| 81                                      | Doug Atkins    | Ala defensiva   | 1967–69      | 1982     |
| –                                       | Mike Ditka     | Entrenador      | 1997–99      | 1988     |
| 35                                      | Earl Campbell  | Corredor        | 1984–85      | 1991     |
| –                                       | Jim Finks      | Mànager general | 1986–92      | 1995     |
| –                                       | Hank Stram     | Entrenador      | 1976–77      | 2003     |
| 57                                      | Rickey Jackson | Linier          | 1981–93      | 2010     |
| 77                                      | Willie Roaf    | Tackle ofensiu  | 1993–01      | 2012     |